# Joxe Iriarte
Joxe Iriarte Zabaleta, Bikila, es un político del País Vasco que nació el 13 de enero de 1945 en Rentería (Guipúzcoa).

## Biografía
En 1964, cuando tenía 19 años, comenzó su militancia política en Euskadi Ta Askatasuna (ETA) y poco después en Comisiones Obreras. Dos años después fue detenido por vez primera. En 1967 pasó a la clandestinidad y en 1970 fue uno de los fundadores de ETA VI Asamblea que luego daría lugar al partido trotskista Liga Komunista Iraultzailea (LKI). Con el Decreto de Amnistía de 1976 volvió a su pueblo natal, implicándose en las luchas populares y políticas de aquellos años. En la década de 1980 fue elegido miembro del Secretariado Unificado de la IV Internacional. En 1990 tomó parte activa en el proceso de fusión entre LKI y EMK que dio lugar a Zutik. Como miembro de Zutik firmó en su nombre el Acuerdo de Lizarra-Garazi en 1998 y fue elegido juntero en Guipúzcoa por Euskal Herritarrok en 1999. Tras la disolución de Zutik en 2011, fue portavoz del partido anticapitalista Gorripidea hasta 2015, año en que se incorporó a Alternatiba. En 2016 fue elegido miembro de su órgano ejecutivo.

## Obra
Son numerosos los artículos y ensayos que ha escrito en los diarios Egin, Egunkaria, Gara y Berria, además de en las revistas Argia, Hika y Viento Sur.